# Ali Haydar Kaytan
Ali Haydar Kaytan   (Hengirvan, 26 de març de 1952 - setembre 2019), amb el nom en clau Fuat, va ser un dels membres fundadors del grup separatista Partit dels Treballadors del Kurdistan.

## Funcions
Procedia d'una família kurda que es va haver d'exiliar. Va ser un dels primers membres d'un grup juntament amb Abdullah Öcalan , Haki Karer , Mazlum Doğan i Cemîl Bayik que van celebrar reunions ideològiques regulars a partir de 1973 i que més tard es coneixeran com els "Revolucionaris del Kurdistan". El desembre de 1974 va ser detingut aviat juntament amb Öcalan i Kalkan, abans que es clausurés el grup ADYÖD. Va ser un dels cofundadors del Partit dels Treballadors del Kurdistan que es va establir el novembre de 1978. En el segon congrés del partit, que va tenir lloc al Líban, el partit el va enviar a Europa per tal de recaptar suport. El 22 de juliol de 1984, va participar en una reunió decisiva en un campament del partit a la vall de Lolan a l'Iraq on la decisió va ser començar amb la insurrecció. Cemil Bayik and Duran Kalkan also took part in the meeting. Va retornar a Alemanya, on va ser detingut el 1988. Fou jutjat a Düsseldorf. El 1994 va ser alliberat i tornà a la direcció del PKK: (llavors anomenada "Presidencial"). El 1996 Öcalan endegà de nou un procés contra ell. Després d'efectuar una autocrítica, va treballar com a representant de l'organització a Europa. El càrrec de Kaytan encara es mantenia quan Öcalan fou capturat.
Actualment viu a les Muntanyes Kandil i pertany a l'anomenat Consell Excecutiu del Koma Komalên Kurdistan, una mena d'organització mare del PKK, que ha de formar el nucli d'una nova societat.